# Koba-Tatema
Koba-Tatema est une ville de l'ouest de la Guinée et une sous-préfecture de la préfecture de Boffa, dans la région de Boké.  

## Localisation administrative
La commune rurale de Koba est limitée à l’est par la commune de Tanènè (préfecture de Dubréka), à l’ouest par l’océan Atlantique, au sud par la commune de Khorira et au nord par le village de Fötönta Bouramayah (Commune de Tanènè). La Commune de Koba tatéma couvre une superficie de 1026 km2 et s’étend le long de la mer sur 53 km. Elle se trouve environ à 60 km au nord de Conakry du côté maritime et environ à 120 km par voie terrestre. Elle est également séparée de son chef-lieu de Boffa par une distance de 50 km environs. Il s'étend en longueur de Souguéboungni à Taboriah, sur environ 25 km et se prolonge jusque dans l'embouchure de Fatala par les îles Kito et Marara.

## Population
En 2016, le nombre d'habitants est estimé à 54 654, à partir d'une extrapolation officielle du recensement de 2014 qui en dénombrait 51 111.

## Personnalités
- Fodé Bangoura, homme politique guinéen.